# Samuel Harsnett
Samuel Harsnett (juin 1561 - mai 1631) est un ecclésiastique et écrivain anglican.
Il est évêque de Chichester de 1609 à 1619, puis évêque de Norwich de 1619 à 1628 et enfin archevêque d'York de 1629 à sa mort.